# Beindou
Beindou est une ville et une sous-préfecture de Guinée, rattachée à la préfecture de Faranah et à la région de Faranah. 

## Population
En 2016, le nombre d'habitants est estimé à 17 786, à partir d'une extrapolation officielle du recensement de 2014 qui en avait dénombré 16 630 .